# Kangaroo Jack
Kangaroo Jack este un film de comedie american din anul 2003 regizat de David McNally. În rolurile principale joacă actorii Jerry O'Connell, Anthony Anderson și Estella Warren.

## Distribuție
- Jerry O'Connell — Charlie Carbone
- Anthony Anderson — Louis Booker
- Estella Warren — Jessa
- Michael Shannon — Frankie Lombardo
- Christopher Walken — Salvatore